# Ishbi-Erra
Ishbi-Erra est le fondateur de la première dynastie d'Isin. Natif de Mari, il règne de 2017 av. J.-C. à 1985 av. J.-C. environ.

## Biographie
En 2017 av. J.-C., alors que Ur est en proie à la famine à la suite de l'invasion des Amorrites, le roi Ibbi-Sin charge Ishbi-Erra d’aller acheter du grain à Isin et Kazallu. Celui-ci s’exécute, mais, bloqué dans Isin par les Amorrites, il se proclame à son tour indépendant. Il s’empare de la ville sainte de Nippur où il se fait couronner, rétablit l’ordre dans la région et lutte (peut-être aidé des Élamites) contre plusieurs états voisins. Il assure ensuite la reprise des activités économiques et cherche à faire d’Isin l’héritière d’Ur en réactivant à son profit les relations commerciales avec la Mésopotamie, l’Élam et le golfe. Il parvient à chasser les Amorrites (ou il achète leur départ), puis en 2007 av. J.-C. intervient contre les Élamites qui assiègent Ur. Après la chute d'Ur en 2004 av. J.-C., il reprend la ville en 1998 av. J.-C., se posant en continuateur de la troisième dynastie d'Ur tout en demeurant à Isin. Shu-ilishu lui succède en 1984 av. J.-C.. Il porte le titre de « roi d’Ur, de Sumer et d’Akkad » .